# Thomas Hensley

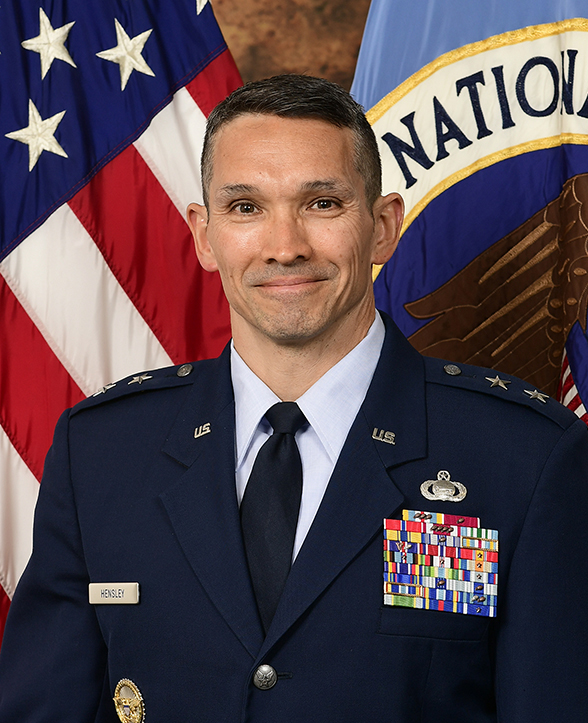
Thomas K. Hensley als Generalmajor (2021)

 Thomas K. Hensley (* um 1970) ist ein Generalleutnant der United States Air Force. Zurzeit (Mai 2029) kommandiert er die 16. Luftflotte (Sixteenth Air Force).
Über das ROTC-Programm der Texas A&M University gelangte er im Jahr 1992 in das Offizierskorps der United States Air Force. Dort durchlief er anschließend alle Offiziersränge vom Leutnant bis zum Drei-Sterne-General.
Im Lauf seiner militärischen Karriere absolvierte er verschiedene Kurse und Schulungen. Dazu gehörten unter anderem der Fundamentals of Intelligence and Intelligence Officer Course und der Electronic Warfare Support Course, beide auf der Goodfellow Air Force Base in Texas; die U.S. Air Force Weapons School auf der Nellis Air Force Base in Nevada; das Air Command and Staff College und das Air War College, beide über je einen Fernkurs. Außerdem erhielt er akademische Grade von der University of Oklahoma, der National Intelligence University und der Georgetown University.
Thomas Hensley war von Anfang an auf dem Gebiet des militärischen Nachrichten- und Geheimdienstwesens tätig. Infolgedessen gehörte er als Nachrichtenoffizier den entsprechenden Stabsabteilungen verschiedener Luftwaffeneinheiten an. Indirekt unterstützte er durch diese Tätigkeit auch militärische Unternehmen wie die Operation Southern Watch, die Operation Enduring Freedom und die Operation Inherent Resolve.
Zwischen November 1993 und Januar 1997 war er auf der Aviano Air Base in Italien Nachrichtenoffizier zunächst bei der 31. Schwadron (31st Operation Support Squadron) und dann bei der 555. Kampfstaffel (555th Fighter Squadron). Anschließend setzte er seine Laufbahn in den Vereinigten Staaten fort. Zwischen Juni 2007 und Juni 2009 hatte er auf der Goodfellow AFB in Texas als Oberstleutnant mit dem Oberbefehl über die 315. Ausbildungsschwadron (315th Training Squadron) sein erstes größeres Kommando.
Nach einer Weiterbildung an der George Washington University in Washington, D.C. erhielt er im Juli 2010 auf der Peterson Air Force Base in Colorado das Kommando über die im Nachrichtendienst tätige 544th ISR Group. Diese Aufgabe erfüllte er bis zum Juni 2012. Daran schloss sich eine Versetzung nach Kabul in Afghanistan an. Dort leitete er die Nachrichtenabteilung im Hauptquartier der internationalen Sicherheitskräfte (Director, Headquarters International Security Assistance Force, Joint Command ISR Division).
Hensleys nächster Auftrag führte ihn erneut zur Peterson AFB in Colorado. Zwischen Juni 2013 und Juli 2015 leitete er dort die Stabsabteilung für das Nachrichten- und Geheimdienstwesen (Deputy Director of Intelligence) beim United States Northern Command und beim North American Aerospace Defense Command (NORAD). Es folgte eine Versetzung zum Fort George G. Meade in Maryland. Bis zum Mai 2017 kommandierte er dort das 70. Aufklärungsgeschwader (70th ISR Wing). Danach gehörte er bis zum Juni 2018 als Senior Military Assistant der Stabsabteilung für das Nachrichtenwesen im Verteidigungsministerium an.
Anschließend leitete er zwischen Juni 2018 und Juni 2019 in Kuwait die Stabsabteilung für das Nachrichtenwesen (Director of Intelligence) der Combined Joint Task Force – Operation Inherent Resolve. Danach übernahm er bis zum Mai 2021 die gleiche Aufgabe beim United States European Command (EUCOM) in Stuttgart. Nach seiner Rückkehr in die USA wurde er zur National Security Agency (NSA) versetzt. Bis zum Juni 2023 leitete er deren Stabsabteilung für operative Unterstützung von Kampfeinsätzen (Deputy Director of Operations for Combat Support).
Seine nächste Mission führte ihn zur Lackland Air Force Base in Texas. Zwischen Juni 2023 und August 2024 war er dort stellvertretender Kommandeur der 16. Luftflotte. Am 1. August 2024 übernahm er dort als Nachfolger von Kevin B. Kennedy das Kommando über diesen Großverband. Dieses Amt übt er bis heute (Mai 2025) aus.

## Daten der Beförderungen
| Abzeichen | Rang               | Jahr             |
| --------- | ------------------ | ---------------- |
|           | Second Lieutenant  | 9. Oktober 1992  |
|           | First Lieutenant   | 9. Oktober 1994  |
|           | Captain            | 9. Oktober 1996  |
|           | Major              | 1. April 2003    |
|           | Lieutenant Colonel | 1. Dezember 2006 |
|           | Colonel            | 1. Oktober 2010  |
|           | Brigadier General  | 2. Juni 2018     |
|           | Major General      | 7. Mai 2021      |
|           | Lieutenant General | 2. August 2024   |

## Orden und Auszeichnungen
Thomas Hensley erhielt im Lauf seiner militärischen Laufbahn unter anderem folgende Auszeichnungen:
- Defense Superior Service Medal
- Legion of Merit
- Bronze Star Medal
- Air Force Meritorious Service Medal
- Joint Service Commendation Medal
- Air Force Commendation Medal
- Air Force Achievement Medal